# Ectopimorpha indemnis
Ectopimorpha indemnis là một loài tò vò trong họ Ichneumonidae.